# Aartsbisdom Lucca
Het aartsbisdom Lucca (Latijn: Archidioecesis Lucensis; Italiaans: Arcidiocesi di Lucca) is een in Italië gelegen rooms-katholiek aartsbisdom met zetel in de stad Lucca. Het aartsbisdom staat als immediatum onder direct gezag van de Heilige Stoel.

## Geschiedenis
Het bisdom Lucca werd opgericht in de 1e eeuw. Op 11 september 1727 werd het tot aartsbisdom verheven. Het aartsbisdom is geen metropool en ook geen suffragaan bisdom. De huidige aartsbisschop van Lucca is Benvenuto Italo Castellani.

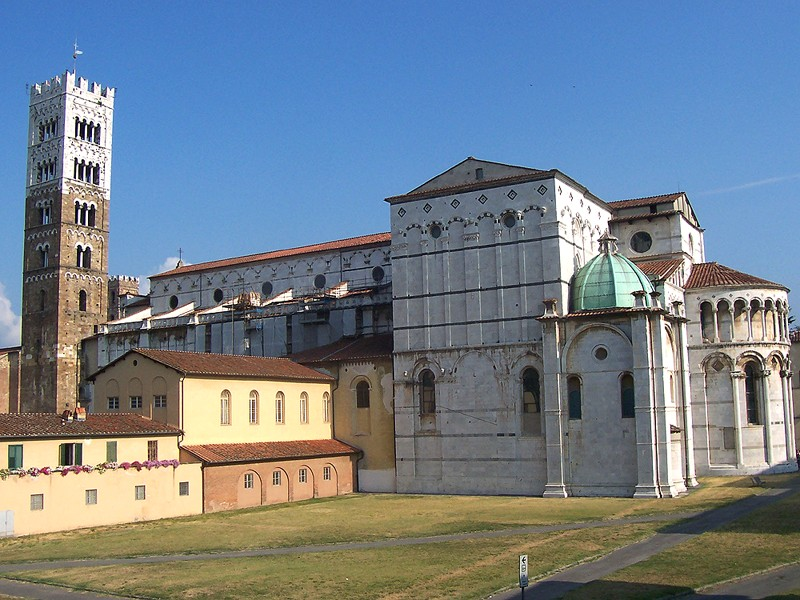
Kathedraal van Lucca
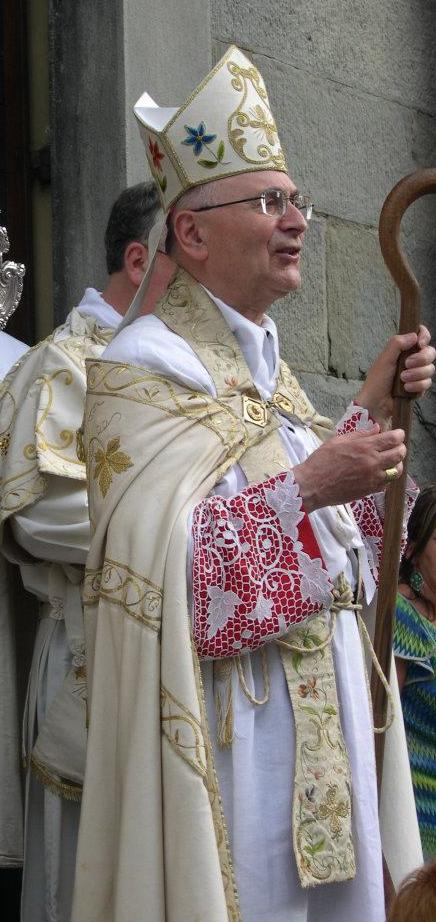
Aartsbisschop Benvenuto Italo Castellani